# Glücklich ist, wer Dunne kriegt
Glücklich ist, wer Dunne kriegt (Originaltitel: Lycklig den som Dunne får) ist ein Kinderbuch der schwedischen Schriftstellerin Rose Lagercrantz und der schwedischen Illustratorin Eva Eriksson. 
Es ist der sechste Band der Dunne-Reihe. In dem Buch verbringt Dunne die Winterferien bei ihren Großeltern. Die Sehnsucht nach ihrer besten Freundin Ella Frida ist groß. Mit dem Zug reist sie allein in das ferngelegene Norrköping, um Ella Frida zu ihrem Geburtstag zu überraschen. Dabei werden Themen wie Familie, Freundschaft, Liebe und Abenteuer behandelt.
Glücklich ist, wer Dunne kriegt erschien 2018 beim Bonnier Verlag in schwedischer Sprache und im selben Jahr beim Moritz Verlag in deutscher Übersetzung. Es wurde von Angelika Kutsch ins Deutsche übersetzt.

## Inhalt
Dunne geht in die zweite Klasse und ist sehr glücklich darüber. Den Sitzplatz neben sich hält sie frei, da sie glaubt, dass ihre beste Freundin Ella Frida, die ein Jahr zuvor nach Norrköping gezogen ist, wieder zurückkommen wird. Als alle Kinder im Zeichenunterricht malen, setzt sich der in Dunne verliebte Knubbel neben sie.
Mit dem Beginn der Winterferien wird Dunnes Papa traurig. Um auf andere Gedanken zu kommen, beschließt er allein zu seiner Familie nach Rom zu fahren. Dunne soll die Ferien bei ihren Großeltern verbringen. Den ersten Ferientag bei den Großeltern verbringt Dunne mit Langlauffahren. Dabei kommt ihr die Idee, ihrer besten Freundin Ella Frida das schönste Geschenk zum Geburtstag zu schenken. Sich selbst. Prompt erzählt sie ihrer Großmutter von ihrem Vorhaben, Ella Frida in Norrköping besuchen zu fahren. Nachdem die Großeltern versucht haben eine Lösung zu finden, ob Dunne Ella Frida besuchen fahren darf, haben sie sich dafür entschieden, dass sie allein mit der Bahn nach Norrköping fahren soll. Während die Großmutter alles mit Ella Fridas Mama vereinbart, packt Dunne ihren Koffer und kleine Geschenke für Ella Frida ein.
Die Zugfahrt verläuft ruhig. In Norrköping angekommen, soll sie von einem Empfangskomitee begrüßt werden, das jedoch nicht erscheint. In der Empfangshalle in Norrköping erinnert sich Dunne, dass Wanda die Freundin von Dunnes Papa, in Norrköping wohnt. Da sie sich alleine fühlt, entschließt sie sich diese anzurufen. Wanda bittet ihre Schwester, die Polizistin ist, sich um Dunne zu kümmern. Bis sie den Bahnhof erreicht hat, wird Dunnes Handy von zwei großen Jungen geklaut. Verängstigt vom großen, schwarzen Hund der Jungen, versteckt sie sich unter einer Bank. Dort wird sie zusammengekauert von der Polizistin gefunden. Kurze Zeit später kommt Wanda hinzu. Die Schwestern machen sich große Sorgen, dass Dunne allein in Norrköping ist, ohne abgeholt worden zu sein. Sie beschließen, dass Wanda gemeinsam mit Dunne zurück nach Stockholm fahren soll. Dunne bekommt starke Halsschmerzen. Im Zug erfährt Dunne, dass Wanda und ihr Papa heimlich verlobt waren, sie die Verlobung jedoch gelöst haben. Angekommen in Stockholm fühlt sich Dunne erschöpft und krank. Während Dunnes Großmutter noch mit ihren Bridgedamen zu tun hat, kümmert sich Wanda um die kranke Dunne.

## Figuren

### Hauptfiguren
Dunne
„Die kleine glückliche“ Dunne geht im letzten Teil der Dunne-Reihe in die zweite Klasse. Sie lebt mit ihrem Vater, der Katze und zwei Meerschweinchen in einem gelben Haus am Hummelweg. Nachdem ihre Mutter gestorben ist, hat Dunne für einige Zeit bei ihren Großeltern gewohnt, weil ihr Vater zu traurig war, um sich um sie zu kümmern. Dunne mag ihre Lehrerin in der Schule, und Fächer wie Sachkundeunterricht, Zeichnen und leises Lesen. Dunne saß in der Klasse immer neben ihrer besten Freundin Ella Frida. Nachdem diese weggezogen war, hat Dunne deren Platz frei gehalten, weil sie glaubt, dass Ella Frida zurückkommen werde.

### Nebenfiguren
Freunde von Dunne
Ella Frida
Ella Frida ist die beste Freundin von Dunne. Vor einem Jahr ist sie nach Norrköping gezogen. In der Geschichte „Glücklich ist, wer Dunne kriegt“ kommt Ella Frida nicht als Person, dennoch geht es größtenteils um Dunnes Idee zu Ella Frida nach Norrköping zu fahren.
Ella Frida hat Anfang der Winterferien Geburtstag. Dazu möchte Dunne sie gern überraschen und zu ihr fahren. Die beiden Freundinnen „schenken einander das Wertvollste“, das sie besitzen, nämlich den persönlichen Besuch.
Knubbel
Knubbel heißt eigentlich Alexander. Er fühlt sich in der zweiten Klasse sehr wohl. Knubbel ist in Dunne verliebt. Zu seinen Eigenschaften gehört, dass er sich, egal was passiert, immer wohl fühlt.
Familie von Dunne
Papa
Dunnes Papa ist in Rom geboren. Seine Mama Lucia und sein Bruder Giuseppe leben noch immer dort. Als er sehr traurig war, weil seine Frau, Dunnes Mutter, gestorben ist, fuhr er nach Rom, um auf andere Gedanken zu kommen. Auch diesmal ist ihr Papa allein zu seiner Familie gefahren, um sich von seiner Trauer abzulenken.
Großeltern
Die Großeltern nehmen Dunne in der Zeit, in der ihr Vater verreist ist, zu sich auf. Sie unterstützen die Idee Dunnes, zu Ella Frida zu fahren, auch wenn die Großmutter den Großvater erst überzeugen musste, organisieren die Fahrt und bringen Dunne zum Bahnhof.
Weitere
Wanda
Wanda ist die ehemalige Freundin von Dunnes Vater. Als Dunne in Norrköping nicht abgeholt wird, hat sie die in derselben Stadt wohnende Wanda angerufen und um Hilfe gebeten. Wanda kam so schnell sie konnte und ist noch am selben Tag mit ihr zurück zu den Großeltern gefahren.
Auf der Zugfahrt klärt sie Dunne darüber auf, dass sie sich heimlich mit Dunnes Vater verlobt hatte, sie sich jedoch wieder getrennt haben.

## Auszeichnungen
- 2018: "Erstlesebuch des Monats" des Borromäusvereins[1]
- 2019: Katholischer Kinder- und Jugendbuchpreis (Empfehlungsliste)[2]

Das Buch war 2018 auch ein Buchtipp zu Weihnachten für Kinder und Jugendliche des Deutschlandfunks.

## Rezeption
Die Jury des Borromäusvereins lobt das Buch und spricht von einer gelungenen Symbiose zwischen Text und Bild. Der Falter meint, dass das Buch sprachlich einfach schön geschrieben sei und bei dem die Erwachsenen nicht idealisiert werden, sondern ganz normale Menschen mit Ängsten und Sorgen sind. Das Zentrum Lesen der Pädagogischen Hochschule der Fachhochschule Nordwestschweiz empfiehlt das Buch weil die Autorin und die Zeichnerin sich in Kinder einfühlen können und in einer einfachen Sprache und skizzenhaften, ausdrucksstarken schwarzweiss Illustrationen erzählen.